# Sant Salvador de Miralles
Sant Salvador de Miralles és una obra de Veciana (Anoia) inclosa a l'Inventari del Patrimoni Arquitectònic de Catalunya.

## Descripció

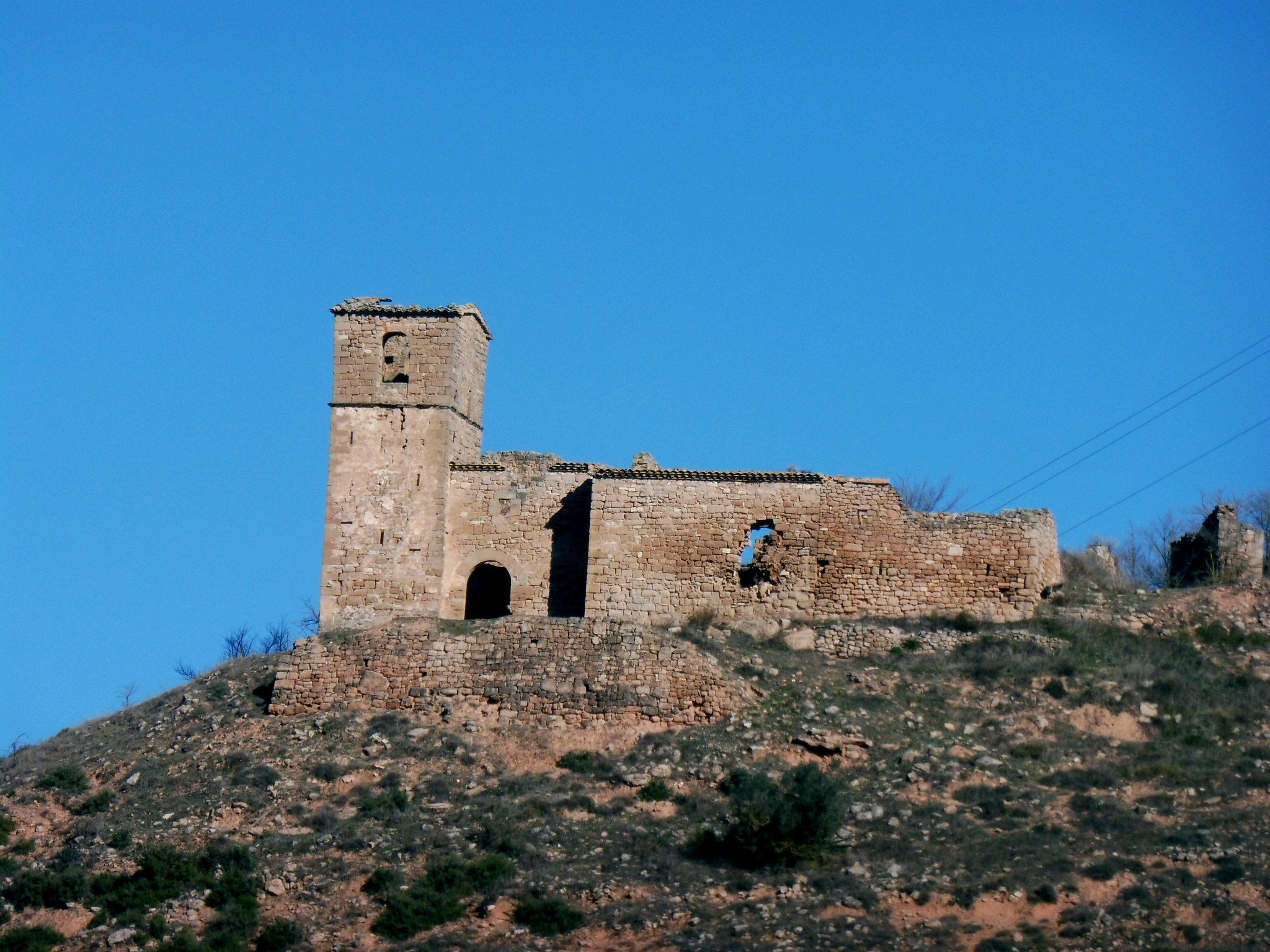
Des del camí del Lloret

Església de planta rectangular, d'una nau, amb capelles a un dels costats i amb un petit cor al que s'hi accedia des del campanar. Aquest, està adossat a un vèrtex de l'església i és de planta quadrada i cobert a dues vessants. A l'església s'hi accedia per una porta lateral adovellada d'arc de mig punt. Al costat de l'església s'hi aixecava la rectoria i altres dependències tot actualment enrunat a excepció del campanar. Tocant al conjunt hi ha les restes del cementiri. Les parts més ben conservades són les realitzades amb carreus i angles molt treballats.

## Història
L'edifici actual fou refet i beneït el 6 d'agost del 1767. El 1936 va ser cremat tot el conjunt. La parròquia de Miralles formava part de la baronia de Segur dels nobles de la família de Calders que la van dominar des del segle xiii fins al primer terç del segle xviii. Després ho foren els d'Aguilar i des del 1791 fins a l'actualitat la família de Vilallonga conserven la titularitat nobiliària.
Tot el conjunt va ser incendiat l'estiu de 1936, poc després d'iniciar-se la Guerra Civil, per republicans anticlericals que també van assassinar els religiosos que vivien allà.